# Казе, Амели
Амели Казе (род. 18 февраля 1985, Нуайон) — французская спортсменка по современному пятиборью. Чемпионка мира и Европы, неоднократный победитель и призёр этапов Кубка мира. Участница Олимпийских игр 2004 (Афины), 2008 (Пекин), 2012 (Лондон).

## Биография
Амели Каз родилась 18 февраля 1985 года в городе Нуайон Франция. Во взрослых соревнованиях Казе дебютировала в возрасте 18 лет, а первую победу на этапе Кубка мира одержала в 2005 году в 20-летнем возрасте. В 19 лет, она принимает участие в своих первых Олимпийских играх 2004 году в Афинах, где заняла 12-e место.
В 2004, 2005 и 2006 годах она выигрывает юниорский и взрослый чемпионаты Франции. В этом же 2006 году она выиграла бронзовую медаль на чемпионате мира.
В 2007 году она становится первой на чемпионате мира в Берлине. В 2008 году Амели с результатом 5 600 очков (Стрельба : 1 108 ; фехтование : 1 000 ; плавание : 1 136 ; верховая езда : 1 116 ; бег : 1 040), она опережает Немецкую Лена Schöneborn и Литвы Лаура Asadauskaite и выигрывает второй подряд титул чемпиона мира.
В 2008 году Амели Казе принимает участие в Олимпийских играх в Пекине. Несмотря на пятом месте в фехтовании и второе место в плавании, она занимает девятое место по итогам пяти видов.
В 2009 году она выиграла титул чемпиона Европы результат: 5652 баллов (1 024 фехтования, 1 216 плавание, 1 156 верховой езды, 2 256 в комбайне (стрельба-бег). В августе, Амели Казе стремится стать первой чемпионкой мира в его новую формулу, которая будет его третий титул чемпиона подряд.
В 2010 году, Амели Казе выигрывает второй титул чемпионки Европы, опередив олимпийскую чемпионку Лена Schöneborn.
На Чемпионате Мира-2010 Чэнду (Китай), Амели Казе выиграла третий титул индивидуального чемпиона мира по современному пятиборью. Французская пятиборка опережает литовку Donata Rimsaite и немку Лена Schöneborn. Сборная Франции, в которой выступала Казе, получила золотые медали в командном первенстве, а несколько дней спустя завоевала серебряную медаль в эстафете вместе с Elfie Арно и Ив Clouvel.
Следующий сезон прошёл неудачно в вследствие травмы: подколенное сухожилие правой ноги. Это лишает её участия в борьбе за Кубок мира (она выиграла первый этап она в Палм-Спрингс (США)). Она решает участвовать в чемпионате Европы 2011 года с целью получить квалификацию для участия в олимпийских играх в Лондоне. В феврале 2014 года она объявляет о прекращении своей спортивной карьеры.